# One Astor Plaza
One Astor Plaza é um arranha-céu, atualmente é o 163º arranha-céu mais alto do mundo, com 227 metros (745 ft). Edificado na cidade de Nova Iorque, Estados Unidos, foi concluído em 1972 com 54 andares. Antigamente em seu lugar, ocupava o Hotel Astor, que foi demolido em 1967 para a sua construção.

## Primeiro Andar: Retail Outlets
O primeiro andar tem um Bank of America, uma loja Billabong e uma loja vendendo merchandising oficial da MTV.

## Segundo Andar:MTVStudios
Astor Plaza segura também os estúdios da MTV.

## Terceitro Andar:Minskoff Theatre
O teatro ocupa todo o andar.